# 斯潘塞 (密蘇里州)
斯潘塞（英語：Spencer）是位於美國密蘇里州勞倫斯縣的非建制地區。

## 歷史
斯潘塞的郵局於1868年設立，其後於1907年停運。

## 地理
斯潘塞所處的海拔為高於海平面324米（即1063英呎），而該地所採用的時區為UTC-6，即北美中部時區（CST）。同時該地設有夏令時間，為UTC-6調快一小時，即UTC-5（CDT）。